# La Quintana
La Quintana es una localidad del municipio de Valdeolea (Cantabria, España). La localidad se encuentra a 970 metros de altitud sobre el nivel del mar, y a 6 kilómetros de la capital municipal, Mataporquera. En el año 2024 contaba con una población de 16 habitantes (INE).

## Paisaje y naturaleza
El caserío de La Quintana sirve como separación a los dos elementos que definen su paisaje: las praderas apacibles que se extienden hacia el este y un bosque de roble que crece por la línea de oteros que hay entre los pueblos del concejo de Las Quintanillas y el arroyo de la Canal en el límite de la provincia de Palencia.

## Patrimonio histórico
Es muy frecuente en Valdeolea encontrarse con restos de época romana. Inconcreto, el La Quintana, apareció un hito terminal que marcaba el límite de separación entre los terrenos de Julióbriga y los de la Legio IV similar a los que encontramos en Las Henestrosas o en La Cuadra, por citar lo más cercanos. En el camino vecinal que une La Quintana con Las Quintanillas se conserva un lienzo de la calzada romana que venía desde Mercadillo, en el límite con la provincia de Palencia, y que después vemos atravesando Valdeolea de parte a parte. El fragmento nos permite ver las características de este tipo de viales compuestos por dos hileras de grandes losas a modo de bordes entre las que se encajan lajas de menor tamaño formando el firme, donde es posible apreciar los canales de desgaste producidos por las ruedas de los carros a lo largo de siglos.
En el centro del pueblo se encuentra la ermita de San Blas, construida en el siglo XVI. Sus muros son de mampostería revocada, dejándose la sillería para refuerzo de los elementos estructurales, caso se la puerta, las ventanas y el remate de gola del alero. Espadaña minúscula de una sola tronera sobre el hastial oeste. En el interior se guarda un retablo manierista, también del XVI.
- Datos: Q5964996